# Vladimir Obroetsjev
Vladimir Afanasjevitsj Obroetsjev (Russisch: Владимир Афанасьевич Обручев) (Klepenino (gouvernement Tver), 10 oktober [O.S. 28 september] 1863 – Moskou, 19 juni 1956) was een Sovjet-Russische geoloog, die gespecialiseerd was in onderzoek naar Centraal-Azië en Siberië en vormde tevens een van de eerste Russische sciencefictionschrijvers, bekend van de boeken Plutonia (1915) en Sannikovland (1926).

## Leven
Obroetsjev studeerde in 1881 af aan de technische middelbare school in Vilna en in 1886 aan het Mijnbouwinstituut van Sint-Petersburg, waarbij hij (op initiatief van zijn leraar I. Moesjketov) een plaats verwierf in een expeditie naar Centraal-Azië. Tot zijn vroege werk behoord een onderzoek naar de goudmijnbouw, waarbij hij een theorie ontwikkelde voor het verklaren van de oorsprong van de goudertslagen in Siberië. Hij overlegde met Sven Hedin over zijn geplande reis naar Siberië. Voor zijn werk voor de spoorwegen onderzocht Obroetsjev de Karakum, de oevers van de Amu Darja en de oude rivierbeddingen van de Uzboi. Hij onderzocht als geoloog ook het Baikalmeer, de rivier de Lena en de goudvelden nabij de rivier de Vitim
Van 1892 tot 1894 nam Obroetsjev deel aan de expeditie van Grigori Potanin naar Mongolië en onderzocht in Noord-China de bergen van de Nan Shan en het hoogland van Beishan." Hij onderzocht ook de Transbaikal (Daurisch Gebergte en het Borsjovotsjnygebergte), Dzjoengarije en de Altaj. In de jaren 1890 adviseerde bij de aanleg van de Centraal-Aziatische en de Trans-Siberische spoorlijnen. Hij vormde hiermee de eerste reguliere geoloog van Siberië. In 1905 sloot hij zich aan bij de Constitutioneel-Democratische Partij.
Van 1901 tot 1912 werkte hij als eerste rector van de mijnbouwafdeling van het Technologisch Instituut van Tomsk. Van 1918 tot 1919 was hij professor van de Nationale Taurische Vernadsky-universiteit in Simferopol en van 1921 tot 1929 gaf hij les als professor aan de Mijnbouwacademie van Moskou, waarna hij in 1929 werd verkozen tot lid van de Academie van Wetenschappen van de USSR. In 1930 werd hij aangesteld als voorzitter van de Commissie voor het onderzoek naar de permafrost en vanaf 1939 was hij directeur van het instituut voor permafrostonderozek van de USSR. Tussen 1942 en 1946 vervulde hij de functie van academisch secretaris van de faculteit voor geologisch-geografische wetenschappen van de Sovjetacademie van Wetenschappen en vanaf 1947 was hij erelid van het Geografisch Genootschap van de USSR.
Na een halve eeuw van onderzoek in Siberië en Midden-Azië publiceerde Obroetsjev zijn bevindingen in een monografie van drie delen genaamd De geologie van Siberië (1935-1938), gevolgd door De geschiedenis van het geologisch onderzoek in Siberië. Veel van zijn werk gaat in op de oorsprong van het löss in Centraal-Azië en Siberië, ijsformatie en permafrost in Siberië, problemen van de Siberische tektoniek en Siberische goudvelden. Hij schreef ook een aantal populairwetenschappelijke werken, zoals Ontstaan van bergen en ertsafzettingen (1932), Grondbeginselen van de geologie (1944), Veldgeologie (1927) en Ertsafzettingen (1928-1929). Bij elkaar schreef hij meer dan 1000 wetenschappelijke werken, waaronder het meest uitgebreide geologische onderzoek van Siberië en een vijfdelig werk over de geschiedenis van geologisch onderzoek in Siberië, voor welke werken hij werd onderscheiden met de Leninprijs en een aantal andere prijzen.
In 1954 voltooide hij een uitgebreid geologisch onderzoek naar het Nan Shangebergte gebaseerd op vroegere en eigen expedities naar het gebied. Zijn laatste jaren besteedde hij aan het uitwerken van het geologisch onderzoek naar dit gebergte.

### Familie
Van zijn zonen werden later twee ook bekend als wetenschapper: geoloog Sergej Obroetsjev 'ontdekte' het Tsjerskigebergte in Siberië en paleontoloog Dmitri Obroetsjev vormde een deskundige op het gebied van vroege gewervelden.

## Literair werk
In 1915 schreef hij zijn populairste roman Plutonia, die qua inhoud vergeleken kan worden met de boeken Naar het middelpunt der aarde (Jules Verne) en The Lost World (Arthur Conan Doyle). Aan de hand van avontuurlijke fictie grijpt hij de theorie van de holle aarde aan voor het maken van een spannende roman over de geschiedenis van de aarde. Tegelijkertijd laat hij zijn kennis over dieren uit de prehistorie gelden.
In 1924 volgde de roman Sannikovland, die ook erg succesvol was. Ditmaal gebruikte hij de hypothese van een ijsvrij land binnen de noordpoolcirkel, waarover Russische poolonderzoekers eerder hadden gesproken.
Beide verhalen tonen naar voorbeeld van het genre dat werd ingezet met The Lost World met veel oog voor details de ontdekking van een geïsoleerde wereld met prehistorische dieren in tot dan toe nog niet onderzochte grote eilanden ten noorden van Alaska en Siberië. In Plutonia worden de dinosauriërs en andere dieren uit het tijdperk Jura geplaatst in een fictief ondergronds gebied ten noorden van Alaska. De gedetailleerde beschrijvende passages worden aannemelijk gemaakt door Obroetsjevs' grote kennis van paleontologie.
Tijdens de Sovjetperiode poogde Obroetsjev om edwardiaanse modellen te simuleren van jongensavonturenverhalen in zijn romans Goudzoekers in de woestijn (1928) en In de woestenij van Centraal-Azië (1951).

## Posities
- professor aan de Staats-Technische Universiteit van Tomsk (1919-1921);
- professor aan de Nationale Taurische Vernadsky-universiteit in Simferopol (1918-1919),
- professor aan de Mijnbouwacademie van Moskou (1921-1929);
- lid van de Academie van Wetenschappen van de USSR (1929);
- voorzitter of the Raad voor Permafrostonderzoek (vanaf 1930);
- hoofd van het Instituut voor Permafrostonderzoek van de Academie van Wetenschappen van de USSR (vanaf 1939);
- secretaris van de Faculteit voor Geologische en Geografische Wetenschappen van de Academie van Wetenschappen van de USSR (1942-1946);
- honorair president van het Geografisch Genootschap van de USSR (vanaf 1947).

## Onderscheidingen

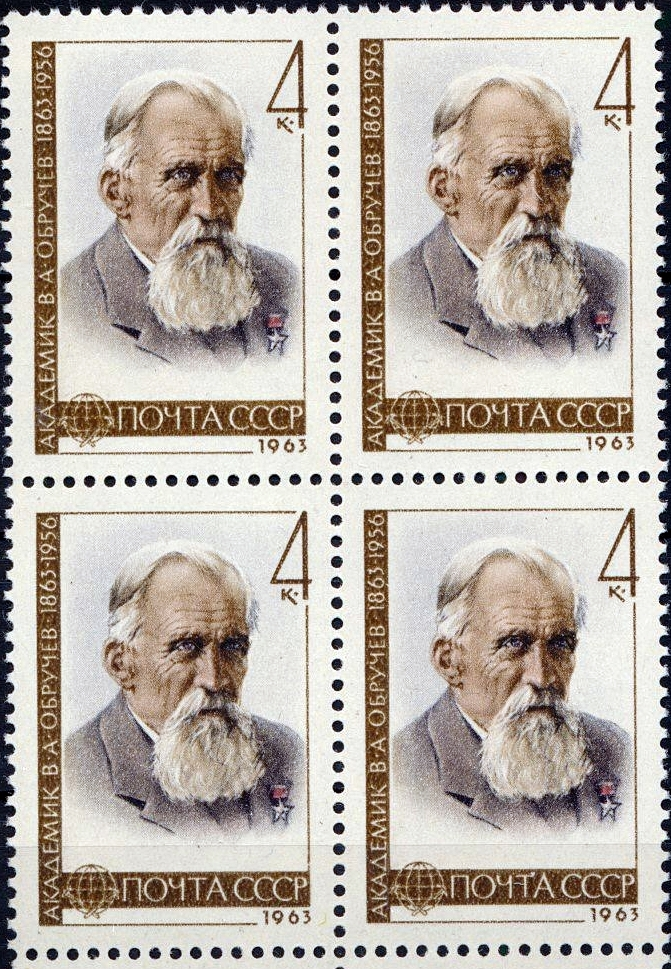
Postzegeluitgave voor de 100e geboortedag van Vladimir Obroetsjev (Sovjet-Unie 1963)

Obroetsjev geldt als een van de belangrijkste wetenschappers van de vroegere Sovjet-Unie. Hij werd voor zijn talrijke wetenschappelijke publicaties onder andere onderscheiden met:
- Held van de Socialistische Arbeid (1945)
- Przewalskiprijs
- Grote Gouden Medaille van het Geografisch Genootschap van de USSR
- twee Tsjichatsjovprijzen van de Académie des Sciences (1898 en 1925)
- de eerste Gouden Medaille van Karpinski (1947)
- de Leninprijs (1926)
- de Stalinprijs (1941 en 1950)
- vijf Leninordes
- Orde van de Rode Vlag van de Arbeid

## Vernoemingen
- het mineraal obrucheviet
- Akademik Obroetsjevgebergte in Toeva
- een berg in de bovenloop van de Vitim
- een oase in Antarctica
- de krater Obruchev op de maan
- de Obroetsjevprijs, in 1938 ingesteld door de Academie van Wetenschappen van de USSR voor de beste werken op het vlak van Siberische geologie
- Vladimir Obroetsjev – olie- en gasonderzoekschip: gebouwd op de Kirovwerf in Chabarovsk.[2]